# Gorgán (tartomány)
Gorgán (perzsa írással گرگان, arabul جرجان [Dzsurdzsán]) északkelet-iráni történelmi régió, amely a hasonló nevű város körül terült el. Területe nagyjából a mai iráni Gulisztán tartományéval esik egybe, de északi része Türkmenisztánba nyúlik át. (A térség az óperzsa időkben a Varkána, a makedón hódítást követően pedig Hürkania néven volt ismert.)

## Elhelyezkedése
Gorgán a Kaszpi-tenger délkeleti partvidéke és az Alborz keleti vonulatai között terült el, nyugat felől Tabarisztán/Mázandarán, délről Kúmisz, keletről a szűken értelmezett Horászán, északról pedig a Karakum sivatag határolta. A 13. századig Nagy-Horászán részét képezte, de önállóan igazgatták, ezt követően viszont Mázandaránhoz csatolták. Az iszlám világ központjával két jelentős útvonal kapcsolta össze: az egyik nyugat felől, a mázandaráni Ámolon át, a másik pedig délről, a kúmiszi Basztámnál ágazott le a horászáni útról.

## Története
Gorgán térsége a szászánida időktől fogva határtartomány volt a Karakum sivatagában és a környező sztyeppéken élő türk (főleg oguz) nomádok ellenében, erről tanúskodik a gorgáni fal néven ismert védelmi rendszer. A térséget 650/651 során hódították meg a muszlim arabok Szaíd ibn al-Ász vezetésével, de végleges pacifikálására csak a 8. század elején került sor. A 9. században a tabarisztáni zajdita síita misszió itt is éreztette a hatását. A 10. század közepén a Zijáridák dinasztiájának központjává vált, akik a dzsibáli Buvajhidák és a transzoxániai Számánidák között lavíroztak több-kevesebb sikerrel. A század végén egy időre a Buvajhidák meghódították Gorgánt, de a visszatérő Zijáridák uralma sosem volt biztos belharcok és az állandó külső fenyegetés miatt: a Gaznavidák I. Maszúd vezetésével 1035-ben támadtak rájuk, majd végül 1090-ben az alamuti aszaszinok űzték el őket. Ezután szeldzsuk kézbe került. Virágzásának az 1220-as mongol invázió vetett véget: lakosságát lemészárolták, városait lerombolták. Timur Lenk hadjáratai a 14-15. század fordulóján tovább súlyosbították a helyzetet. A Szafavidák idején türkmén törzsek települtek meg a térségben, amely egészen a 19. század végéig a betöréseiknek volt kitéve. 

### Főbb települései
Gorgán városa a hegyek lábánál, a középkorban róla elnevezett, nehezen átkelhető folyó két partján terült el. Az Omajjádok hadvezére, Jazíd ibn Muhallab ibn Abi Szufra alapította a 8. század elején. A város két felét, a keleti Gorgánt vagy Sahrasztánt és a nyugati külvárost, Bakrábádot hajóhíd kötötte össze, és együttvéve méretük vetekedett a dzsibáli Rajjéval a leírások szerint. Körülötte virágzó földművelés folyt: Gorgán elsősorban a gyümölcstermeléséről volt híres, de selyemgyártása is jelentős volt. A várost a 13. századi mongol invázió a földdel tette egyenlővé, és a középkorban nem is tudta kiheverni a pusztítást. Timur Lenk Mázandaránból hazatérőben, 1393-ban egy nagy palotát emeltetett a város helyén.
A tartomány másik jelentős városa a tabarisztáni határ közelében fekvő, szintén selyemtermeléséről ismert Asztarábád volt, amely a kora újkorban a tartomány legfontosabb városává vált, és jelenleg ez viseli a Gorgán nevet. Mind Gorgán, mind Asztarábád kikötővárosa a Gorgán folyó torkolata közelében lévő Abaszkún volt. Ez a gazdag és népes kereskedőváros a 13. század folyamán eltűnt: miután az Amu-darja medre megváltozott és az Aral-tó helyett a Kaszpi-tengerbe ömlött (ez az állapot a 18. századig állt fenn), annak annyira megemelkedett a vízszintje, hogy elborította a szigeten lévő várost. Romjait egyesek Gumüs Tepével (perzsául Komos Debe) azonosítják.
Gorgánhoz tartozott az Atrak északi partján túl elterülő, gyéren lakott, száraz pusztaság, amelyet Dihisztán néven ismertek. Itt egy Áhur nevű település körül összpontosult a népesség, illetve ettől keletre két ribát (erődítmény) védte a falusi lakosságot a kelet felől érkező török betörések elől. Ezek egyike a mai Kizil-Arvattal azonosítható (az arvat név a ribát szó torzulása, a kizil jelentése pedig „vörös”).